# Parkbadet

Parkbadet är ett badhus med simhall och äventyrsbad beläget i centrala Sandviken. På Parkbadet finns det också gym och aktiviteter med friskvård.

## Historik
Den 6 oktober 1991 brann Gamla Parkbadet ned. Strax efter branden beslöt kommunen att man skulle bygga upp badhuset samt att man då också skulle bygga till en äventyrsdel samt familjebad. Den tidigare simhallen byggdes först upp och öppnade den 23 december 1992. Julbadet som idag är en tradition i Sandviken introducerades. Återuppbyggnaden, kallad etapp 1 som kostade drygt 30 miljoner kronor täcktes av försäkringspengar. Precis två år efter branden, den 6 oktober 1993 öppnades Äventyrsbadet, även kallad etapp 2. Investeringen av denna etapp bekostades av Sandvikens kommun. 2018 invigdes två nya vattenrutchkanor, Stålröret som är 145 meter lång och Guldpilen 111 meter lång.  

## Godkännande
Godkännande för kopiering av text från Sandvikens kommuns hemsida finns här.